# Maurolicus australis
Maurolicus australis és una espècie de peix pertanyent a la família dels esternoptíquids.

## Descripció
- Fa 5 cm de llargària màxima.
- Nombre de vèrtebres: 33-34.[5][6]

## Hàbitat
És un peix marí, d'aigües fondes i batipelàgic.

## Distribució geogràfica
Es troba al Pacífic sud-occidental: Nova Zelanda i el sud d'Austràlia.

## Costums
És mesopelàgic.

## Observacions
És inofensiu per als humans.